# Rothmans Canadian Open 1971
Rothmans Canadian Open 1971 — тенісний турнір, що проходив на відкритих кортах з ґрунтовим покриттям Toronto Lawn Tennis Club у Торонто (Канада). Належав до World Championship Tennis circuit 1971. Тривав з 9 серпня до 16 серпня 1971 року. Джон Ньюкомб і Франсуаза Дюрр здобули титул в одиночному розряді.

## Фінальна частина

### Одиночний розряд, чоловіки
Джон Ньюкомб —  Том Оккер 7–6, 3–6, 6–2, 7–6
- Для Ньюкомба це був 10-й професійний титул за сезон і 24-й - за кар'єру.

### Одиночний розряд, жінки
Франсуаза Дюрр —  Івонн Гулагонг 6–4, 6–2
- Для Дюрр це був 6-й титул за сезон і 33-й — за кар'єру.

### Парний розряд, чоловіки
Том Оккер /  Марті Ріссен —  Артур Еш /  Денніс Ролстрон 6–3, 6–3, 6–1
- Для Оккер це був 7-й титул за сезон і 20-й - за кар'єру. Для Ріссен це був 7-й титул за сезон і 16-й - за кар'єру.

### Парний розряд, жінки
Розмарі Касалс /  Франсуаза Дюрр —  Леслі Тернер Боурі /  Івонн Гулагонг 6–3, 6–2
- Для Касалс це був 3-й титул за сезон і 17-й — за кар'єру. Для Дюрр це був 7-й титул за сезон і 34-й — за кар'єру.